# Gustav Janouch

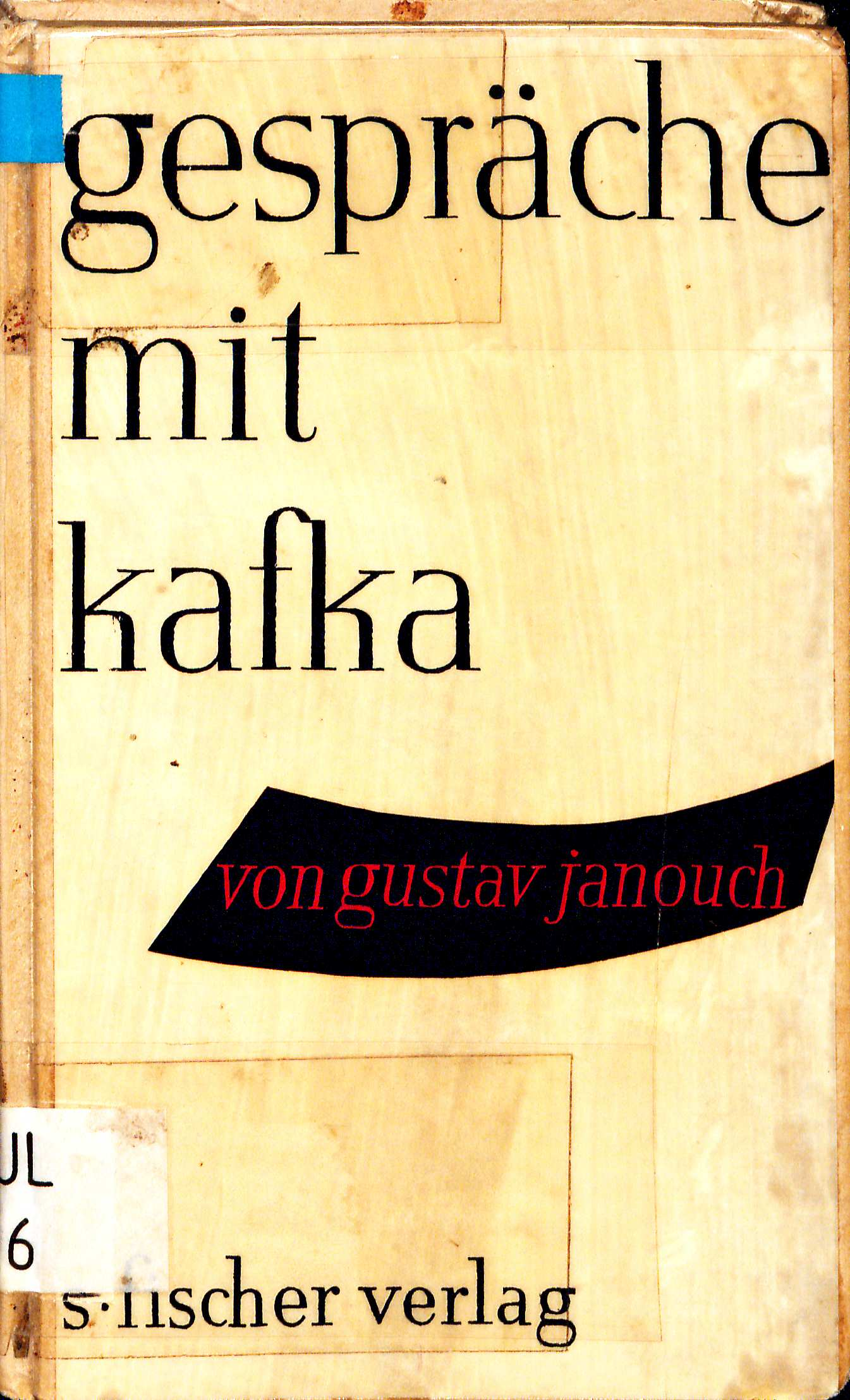
Gustav Janouch. Gespräche mit Kafka. (Prima ediție, 1951)

Gustav Janouch (n. 1 martie 1903, Maribor, Slovenia – d. 5 martie 1968, Praga, Cehoslovacia) a fost un compozitor, traducător și scriitor ceh, cunoscut mai ales ca autor al cărții Conversații cu Kafka (Gespräche mit Kafka: Anmerkungen und Erläuterungen., 1951), în care consemnează discuții pretinse a fi purtate cu scriitorul praghez de limbă germană Franz Kafka.

## Viața și activitatea
În anul 1951 Gustav Janouch a publicat la Frankfurt volumul Conversații cu Kafka (Gespräche mit Kafka) în care consemnează discuții purtate cu scriitorul evreu la începutul anilor 1920. Deși Max Brod și Dora Diamant au crezut în autenticitatea acestei cărți, unii literați precum Milan Kundera o consideră scriere apocrifă. Autenticitatea și seriozitatea acestei cărți a fost atacată în trecut de germanistul Eduard Goldstücker și de criticul literar și traducătorul Josef Čermák, care a publicat în anul 2005 cartea Franz Kafka – Výmysly a mystifikace. Ignorând criticile lui Eduard Goldstücker, Josef Škvorecký s-a ridicat în 1962 în apărarea lui Janouch și a explicat că, potrivit informațiilor sale, Gustav Janouch era singura persoană în viață din Praga care l-a cunoscut personal pe Franz Kafka. Din paginile sibilico-aforistice ale Conversațiilor nu reiese însă un portret prea diferit de ce se știe deja despre Kafka și de aceea cartea este privită astăzi, dacă nu cu încredere, măcar cu indulgență. Conform lui Janouch, Kafka ar fi declarat de exemplu că se simte la fel de bătrân ca iudaismul și ca Evreul rătăcitor sau mai singur decât Kaspar Hauser, copilul care a crescut în izolare totală.
De asemenea, Janouch a tradus în limba cehă în anul 1956 Jurnalul Annei Frank.

## Publicații (selecție)
- Gespräche mit Kafka: Anmerkungen und Erläuterungen. 1. Ausgabe. Frankfurt am Main: S. Fischer, 1951. (ediție extinsă: 1968)
- Prager Begegnungen. 1. Ausgabe. Leipzig: Paul List Verlag, 1959. 304 p.
- Franz Kafka und seine Welt. Eine Bildbiographie. Franz Deutsch Verlag, 1965[14]
- Jaroslav Hašek. Der Vater des braven Soldaten Schwejk. Francke Verlag, Berna și München 1966.
- Heckmeck. Prager Nachtstücke. Berlin 1968

### Traduceri din limba germană
- Hovory s Kafkou: záznamy a vzpomínky. ed. I. Praga: Torst, 2009. 320 p. Traducere: Eva Kolářová